# Campionati europei di short track 2021
I Campionati europei di short track 2021 sono stati la 25ª edizione della competizione organizzata dall'International Skating Union. Si sono svolti dal 22 al 24 gennaio 2021 presso l'impianto del ghiaccio Hala Olivia di Danzica, in Polonia.
A causa dei timori per la pandemia di COVID-19, la sette volte campionessa europea Arianna Fontana ha rinunciato a prendere parte alla competizione. La stessa scelta è stata fatta anche della duo volte campionessa europea Elise Christie e dal resto della nazionale britannica.

## Partecipanti
Hanno preso parte alle competizioni 127 pattinatori, di cui 58 femmine e 69 maschi, in rappresentanza di 24 distinte nazioni.
- Austria (2)
- Belgio (7)
- Bosnia ed Erzegovina (2)
- Bielorussia (8)
- Bulgaria (5)
- Croazia (4)
- Rep. Ceca (6)
- Francia (10)

- Germania (9)
- Ungheria (10)
- Irlanda (1)
- Israele (1)
- Italia (10)
- Lettonia (5)
- Lussemburgo (1)
- Paesi Bassi (10)

- Polonia (9)
- Russia (10)
- Slovenia (1)
- Serbia (1)
- Svizzera (1)
- Slovacchia (2)
- Turchia (5)
- Ucraina (7)

## Podi

### Uomini
| Evento                          | Oro                                                                                    | Tempo    | Argento                                                                   | Tempo    | Bronzo                                                                                 | Tempo    |
| Classifica generale (dettagli)  | Semën Elistratov                                                                       | 71 p.    | Pietro Sighel                                                             | 55 p.    | Itzhak de Laat                                                                         | 55 p.    |
| 500 metri (dettagli)            | Konstantin Ivliev                                                                      | 40.779   | Pietro Sighel                                                             | 40.896   | Itzhak de Laat                                                                         | 41.056   |
| 1000 metri (dettagli)           | Semën Elistratov                                                                       | 1:24.885 | John-Henry Krueger                                                        | 1:25.232 | Itzhak de Laat                                                                         | 1:25.280 |
| 1500 metri (dettagli)           | Semën Elistratov                                                                       | 2:18.384 | Denis Ayrapetyan                                                          | 2:18.521 | Sjinkie Knegt                                                                          | 2:18.561 |
| Staffetta 5000 metri (dettagli) | Paesi Bassi Itzhak de Laat Dylan Hoogerwerf Sjinkie Knegt Jens van 't Wout Friso Emons | 6:56.420 | Italia Andrea Cassinelli Yuri Confortola Pietro Sighel Luca Spechenhauser | 6:56.544 | Russia Semën Elistratov Daniil Eybog Konstantin Ivliev Pavel Sitnikov Denis Ayrapetyan | 6:56.653 |

### Donne
| Evento                          | Oro                                                                              | Tempo    | Argento                                                                                        | Tempo    | Bronzo                                                                                 | Tempo    |
| Classifica generale (dettagli)  | Suzanne Schulting                                                                | 102 p.   | Anna Seidel                                                                                    | 55 p.    | Sofia Prosvirnova                                                                      | 53 p.    |
| 500 metri (dettagli)            | Suzanne Schulting                                                                | 43.317   | Natalia Maliszewska                                                                            | 43.441   | Xandra Velzeboer                                                                       | 43.474   |
| 1000 metri (dettagli)           | Suzanne Schulting                                                                | 1:28.573 | Selma Poutsma                                                                                  | 1:28.873 | Anna Seidel                                                                            | 1:29.357 |
| 1500 metri (dettagli)           | Suzanne Schulting                                                                | 2:24.446 | Anna Seidel                                                                                    | 2:24.777 | Sofia Prosvirnova                                                                      | 2:25.468 |
| Staffetta 3000 metri (dettagli) | Francia Gwendoline Daudet Tifany Huot-Marchand Aurélie Lévêque Aurélie Monvoisin | 4:17.135 | Paesi Bassi Rianne de Vries Selma Poutsma Suzanne Schulting Xandra Velzeboer Georgie Dalrymple | 4:23.161 | Italia Gloria Ioriatti Cynthia Mascitto Arianna Sighel Martina Valcepina Elena Viviani | 4:28.234 |

## Medagliere
| Pos.   | Nazione     | Oro | Argento | Bronzo | Totale |
| ------ | ----------- | --- | ------- | ------ | ------ |
| 1      | Paesi Bassi | 5   | 2       | 5      | 12     |
| 2      | Russia      | 4   | 1       | 3      | 8      |
| 3      | Francia     | 1   | 0       | 0      | 1      |
| 4      | Italia      | 0   | 3       | 1      | 4      |
| 5      | Germania    | 0   | 2       | 1      | 3      |
| 6      | Ungheria    | 0   | 1       | 0      | 1      |
| 6      | Polonia     | 0   | 1       | 0      | 1      |
| Totale | Totale      | 10  | 10      | 10     | 30     |